# Гехштадт
Гехштадт, Гехштадт-ан-дер-Айш (нім. Höchstadt, Höchstadt an der Aisch) — місто в Німеччині, розташоване в землі Баварія. Підпорядковується адміністративному округу Середня Франконія. Входить до складу району Ерланген-Гехштадт.
Площа — 70,90 км2. Населення становить 13 579 ос. (станом на 31 грудня 2020).

## Географія

### Адміністративний поділ
Місто складається з 23 районів:
- Айлерсбах
- Антоніускапелле
- Бінгартен
- Безенбехгофен
- Вайдендорф
- Граєндорф
- Граєнмюле
- Гройт
- Гроснойзес
- Зальтендорф
- Етцельскірхен
- Кіферндорф
- Кляйннойзес
- Лаппах
- Мехельвінд
- Медбах
- Моргоф
- Наккендорф
- Ферчвінд
- Центбехгофен
- Шварценбах
- Штерперсдорф
- Юнгенгофен